# Tomen y Castell
Tomen y Castell är ett slott i Storbritannien.   Det ligger i kommunen Denbighshire och riksdelen Wales, i den södra delen av landet, 270 km nordväst om huvudstaden London. Tomen y Castell ligger 174 meter över havet.
Terrängen runt Tomen y Castell är huvudsakligen lite kuperad. Tomen y Castell ligger nere i en dal. Runt Tomen y Castell är det ganska tätbefolkat, med 60 invånare per kvadratkilometer. Närmaste större samhälle är Ruthin, 13,3 km norr om Tomen y Castell. I omgivningarna runt Tomen y Castell växer i huvudsak blandskog.